# Guion (Arkansas)
Guion es un pueblo ubicado en el condado de Izard en el estado estadounidense de Arkansas. En el Censo de 2010 tenía una población de 86 habitantes y una densidad poblacional de 59,72 personas por km².

## Geografía
Guion se encuentra ubicado en las coordenadas 35°55′38″N 91°56′19″O / 35.92722, -91.93861. Según la Oficina del Censo de los Estados Unidos, Guion tiene una superficie total de 1.44 km², de la cual 1.44 km² corresponden a tierra firme y (0%) 0 km² es agua.

## Demografía
Según el censo de 2010, había 86 personas residiendo en Guion. La densidad de población era de 59,72 hab./km². De los 86 habitantes, Guion estaba compuesto por el 86.05% blancos, el 0% eran afroamericanos, el 0% eran amerindios, el 0% eran asiáticos, el 0% eran isleños del Pacífico, el 11.63% eran de otras razas y el 2.33% pertenecían a dos o más razas. Del total de la población el 11.63% eran hispanos o latinos de cualquier raza.